# Вікіпедія мовою комі

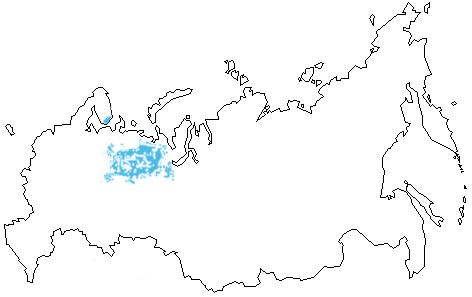
Поширення мови комі.

Вікіпе́дія мовою ко́мі (комі Коми Википедия) — розділ Вікіпедії мовою комі. Вікіпедія мовою комі станом на 19 серпня 2025 року містить 5716 статей, 16 017 зареєстрованих користувачів, 19 активних дописувачів, 1 адміністратора
. Загальна кількість сторінок у Вікіпедії мовою комі — 19 551, редагувань — 146 792, мультимедійні файли відсутні
. Глибина (рівень розвитку мовного розділу) Вікіпедії мовою комі середня і становить 44 пункти
.

## Історія
Проєкт стартував у серпні 2004 року і став першим серед усіх фіно-угорських російських Вікіпедій.
На 1 квітня 2009 року Вікіпедія мовою комі містила 1204 статей (164-те загальне місце серед усіх Вікіпедій), випереджаючи в фіно-угорському сегменті мокшанську, удмуртську і ерзянську Вікіпедії.
Як і більшість вікі-проєктів мовами невеликих народів, у Вікіпедії мовою комі розвинутими є тематики локальної географії та етнографії, статті про національні персоналії. Істотними недоліками цього розділу є невеликий розмір статей, незначний обсяг і недостатня кількість базових статей, а також невелике число дописувачів (що напряму впливає на якість проєкту). Перевагою проєкту є робота адміністраторів, які мають досвід у інших вікі-проєктах (перш за все, у російській Вікіпедії), проєкт має доволі досконалу систему категорій.